# Apisa histrio
Apisa histrio är en fjärilsart som beskrevs av Sergius G. Kiriakoff 1953. Apisa histrio ingår i släktet Apisa och familjen björnspinnare. Inga underarter finns listade i Catalogue of Life.